# Семкино (Шекснинский район)
Семкино — деревня в Шекснинском районе Вологодской области.
Входит в состав сельского поселения Чуровского, с точки зрения административно-территориального деления — в Чуровский сельсовет.
Расстояние по автодороге до районного центра Шексны — 13 км, до центра муниципального образования Чуровского — 5 км. Ближайшие населённые пункты — Норовка, Ельцово, Кукино.
По переписи 2002 года население — 2 человека.